# Charles Stanton
Pour les articles homonymes, voir Stanton.
Charles Stanton est un homme politique gallois né le 7 avril 1873 à Aberaman et mort le 6 décembre 1946 à Londres. Il est député à la Chambre des communes de 1915 à 1922.

## Biographie

### Origines
Charles Butt Stanton naît le 7 avril 1873 à Aberaman, dans le Glamorgan. À la fin de sa scolarité, il commence à travailler, d'abord comme domestique à Bridgend, puis dans les mines de charbon de la région d'Aberdare.
Pendant la grève des mineurs britanniques de 1893 (en), il est accusé d'avoir fait feu pendant une altercation entre les grévistes et les forces de l'ordre. Il est condamné à six mois de prison pour détention illégale d'arme à feu. Il participe encore à la grève des mineurs gallois de 1898 (en) et à celles des dockers londoniens la même année.

### Carrière politique
En 1900, Stanton fait partie des fondateurs de la branche d'Aberdare du Parti travailliste indépendant. Il siège au conseil du district urbain d'Aberdare (en) de 1903 à 1908. Lors des élections générales britanniques de décembre 1910, il est le candidat travailliste dans la circonscription du East Glamorganshire (en) qui est remportée par le libéral Clement Edwards (en), ce dernier bénéficiant du soutien de la Miners' Federation of Great Britain (en).
La mort du député Keir Hardie, en 1915, donne lieu à une élection partielle (en) dans la circonscription de Merthyr Tydfil, où se situe Aberdare. Le Parti travailliste sélectionne comme candidat James Winstone (en), le président de la South Wales Miners' Federation (en), mais Stanton présente sa candidature comme travailliste indépendant. Contrairement à Hardie, il n'a rien d'un pacifiste et se présente comme favorable au gouvernement et à la guerre. Il est élu avec plus de 4000 voix d'avance.
Charles Stanton reste fidèle à ses positions tout au long de la Première Guerre mondiale, même après la mort de son fils aîné Clifford Stanton à Ypres le 31 juillet 1917. En 1916, il participe à la fondation de la British Workers League (en), une organisation ouvrière patriote dont il devient le premier vice-président.
Il est réélu sous l'étiquette du Parti travailliste et démocratique national (en) dans la nouvelle circonscription d'Aberdare (en) lors des élections générales de 1918 face au pacifiste T. E. Nicholas (en). Il bénéficie du soutien du gouvernement Lloyd George (en), représenté par le coupon de la coalition, et son petit parti est largement financé par les libéraux de la coalition de David Lloyd George. Il perd son siège aux élections suivantes, en 1922, au profit du travailliste George Hall.

### Après la politique
Après sa défaite, Stanton s'installe dans le quartier londonien de Hampstead, où il devient tenancier de pub. Il travaille également comme violoniste et joue des petits rôles dans quelques films. Il meurt le 6 décembre 1946 à Londres, à l'âge de soixante-treize ans.